# Lycisca raptoria
Lycisca raptoria är en stekelart som beskrevs av Maximilian Spinola 1840. Lycisca raptoria ingår i släktet Lycisca och familjen puppglanssteklar.
Artens utbredningsområde är Franska Guyana. Inga underarter finns listade i Catalogue of Life.